# Tribunát (Francie)
Tribunát byl jedním ze dvou zákonodárných orgánů francouzské konzulární ústavy z roku 1799.

## Vývoj a kompetence
Tribunát byl založen ve Francii po Napoleonově převratu 18. brumairu roku VIII (9. listopadu 1799) podle nově zavedené ústavy.
Skládal se ze 100 členů a vykonával zákonodárnou moc vedle corps législatif (zákonodárného sboru) o 300 členech. Vliv těchto parlamentních komor na Státní radu (Senát) a exekutivu byl však úzce omezen. Tyto dvě komory neměly právo iniciovat legislativní proces. To měl pouze první konzul. Tribunát měl pouze právo posuzovat vládní návrhy zákonů. Nebylo povoleno hlasovat. To bylo v kompetenci corps législatif, který zase nesměl o zákonech jednat. Členové obou komor nebyli voleni, ale jmenováni Senátem.
V prvních letech konzulátu však bylo ve sboru stále zastoupeno mnoho Bonapartových odpůrců, kteří využívali této příležitosti k jeho ostré kritice. Postupně je však Napoleon ze shromáždění odstranil a nahradil je oddanými členy.
Usnesením Senátu ze dne 18. května 1804 byl tribunát v průběhu přechodu na císařství přepracován. Větší část jeho členů byla začleněna do zákonodárného sboru, generální shromáždění zaniklo a zůstaly pouze tři tribunální sekce pro vnitro, zákonodárství a finance. Orgán byl nakonec zrušen dne 19. srpna 1807. Tribunální sekce byly nahrazeny třemi komisemi zákonodárného sboru.